# 엣지 풀
엣지 풀은 스케이트 선수가 스케이트를 타는 동안 내부 및 외부 가장자리 사이에서 한쪽 발을 흔들면서 속도를 낼수있는 피겨 스케이팅 기술이다.
엣지 풀은 전방 또는 후방으로 연기할 수 있다. 일종의 엣지 풀에서 프리 피트는 일반적으로 스케이트 발 앞에 유지되고 약간 위로 쳐진다. 뒤쪽 엣지 풀에서, 프리 피트는 스케이트 발 뒤에 고정된다.
엣지 풀은 상당히 기본적인 스케이트 필드 동작으로 간주된다. 이들은 또한 스케이트 선수 준비운동 레퍼토리의 공통된 부분이다.